# British Rail Class 805
 (mai 2024).
La British Rail Class 805 AT300 est un type d'unité multiple bimode construite par Hitachi Rail pour Avanti West Coast. Basés sur la conception du train Hitachi A, 13 unités de cinq voitures sont en cours de construction pour remplacer la Class 221 sur les services entre la gare d'Euston à Londres, la gare de Birmingham New Street et les gares des lignes de la côte nord du Pays de Galles. Leur introduction vise à permettre la suppression du diesel sous ligne équipée de caténaire.

## Histoire
En décembre 2019, Avanti West Coast a passé une commande de 13 unités bimodes de cinq voitures pour remplacer sa flotte de Class 221, ainsi que de dix unités électriques Class 807, dans le cadre d'un montant de 350 millions de livres avec Hitachi Rail. Tous devaient initialement être en service en 2023. Les trains sont financés par Rock Rail West Coast, une coentreprise entre Rock Rail et Standard Life Aberdeen. Les trains seront entretenus par une équipe conjointe composée d'Alstom et d'Hitachi, avec les Class 807, au dépôt d'Oxley, près de Wolverhampton.
Les équipements passagers promis comprennent une connexion Wi-Fi gratuite, une recharge inductive sans fil pour les appareils électroniques, des prises 230 V et USB, une offre de restauration et un système d'information voyageurs en temps réel indiquant les correspondances ferroviaires.

En juin 2022, les tests statiques ont commencé à Newton Aycliffe et les tests dynamiques ont suivi en novembre,. Les tests en ligne ont commencé en février 2023 avec une mise en service initialement prévue au plus tard en 2023 avant d'être reporté à l'été 2024. 

## Détails de la flotte
| Classe | Opérateur         | Qté. | Année de construction | Voitures par unité | Unités nos.     |
| ------ | ----------------- | ---- | --------------------- | ------------------ | --------------- |
| 805    | Avanti Côte Ouest | 13   | 2021-présent          | 5                  | 805001 – 805013 |